# Claus Hopp

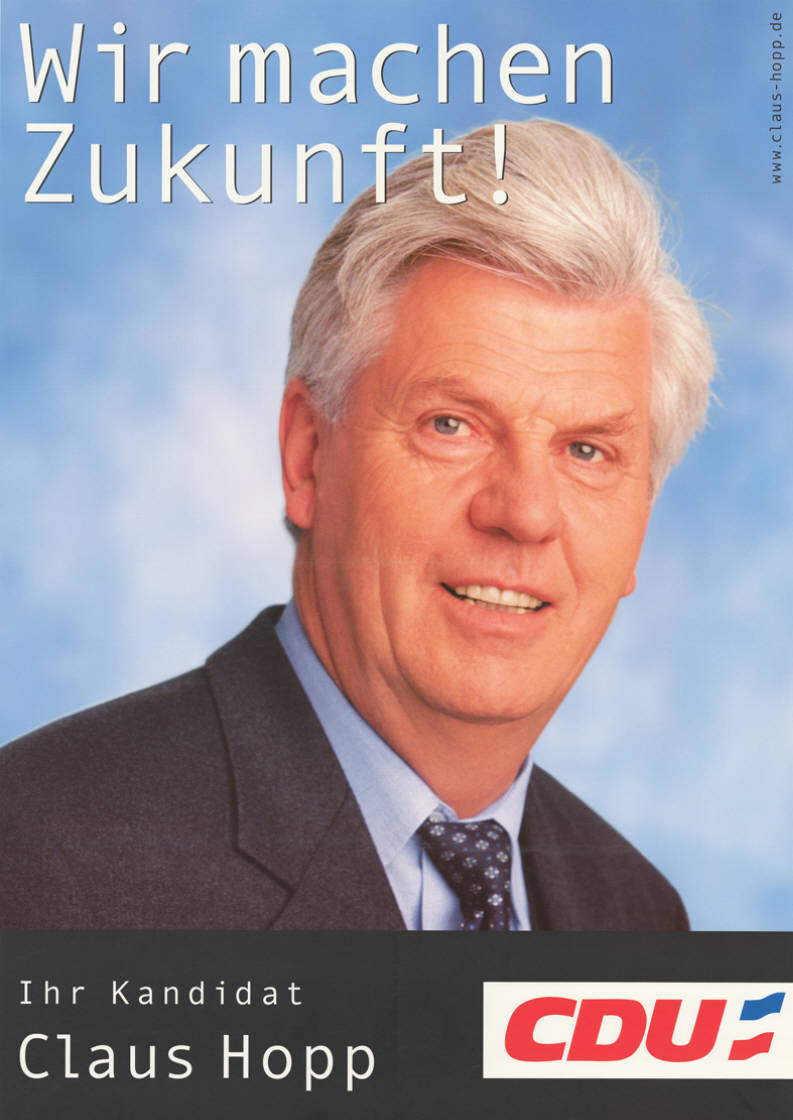
Claus Hopp auf einem Landtagswahlplakat 2000

Claus Hopp (* 18. April 1938 in Rendswühren, Kreis Plön) ist ein deutscher Politiker (CDU). Er war von 1988 bis 2005 Mitglied des Schleswig-Holsteinischen Landtags.

## Leben
Hopp machte eine Ausbildung zum Landwirt und war auch in diesem Beruf tätig.
Hopp war ab 1966 Gemeindevertreter in Rendswühren, ab 1971 Amtsvorsteher des Amtes Bokhorst, ab 2008 des neu gebildeten Amtes Bokhorst-Wankendorf und ab 1974 Bürgermeister der Gemeinde Rendswühren. Er behielt diese Ämter bis nach der Gemeindewahl 2013, bei der er nicht mehr antrat.
Von 1970 bis 1989 war er Mitglied des Kreistages im Kreis Plön, von 1974 bis 1984 Kreisrat, von 1978 bis 1984 1. stellvertretender Landrat, von 1978 bis 1984 Vorsitzender der CDU-Fraktion im Plöner Kreistag und von 1984 bis 1988 Kreispräsident.
Ferner war Hopp Vorsitzender des CDU-Kreisverbandes Plön sowie 51 Jahre lang Vorsitzender des CDU-Ortsverbands Rendswühren. Außerdem war er Kreisvorsitzender des Reichsbundes im Kreis Plön und wurde zu dessen Ehrenvorsitzendem ernannt.
Von 1988 bis 2005 war Hopp Mitglied des Schleswig-Holsteinischen Landtags. Er wurde stets über die Liste der CDU gewählt. In allen vier Wahlperioden war er Mitglied des Agrarausschusses, dessen Vorsitzender er ab 1992 auch war. Zudem war er bis 1992 Mitglied des Eingabenausschusses.
Für sein Engagement in Politik und Gesellschaft wurde Hopp 2006 das Bundesverdienstkreuz am Bande verliehen.
Claus Hopp ist evangelisch, verheiratet und hat drei Kinder.